# Lycenchelys alba
Lycenchelys alba är en fiskart som först beskrevs av Vaillant, 1888.  Lycenchelys alba ingår i släktet Lycenchelys och familjen tånglakefiskar. Inga underarter finns listade i Catalogue of Life.